# Wasserschloss Bambergen
Das Wasserschloss Bambergen ist eine abgegangene Wasserburg vermutlich an Stelle des späteren Schul- und Rathauses in Bambergen (Flur „Burggraben“), einem heutigen Stadtteil von Überlingen im Bodenseekreis in Baden-Württemberg.
Die Burg wurde erstmals 1348 erwähnt und 1353 als „hinter dem turn“. Die Burg war Sitz derer von Regentsweiler, die Überlinger Patrizier waren. Der Besitz der Regentsweiler ging mit ihren Herrschaftsrechten 1352 an das Spital Überlingen. 1363 wird ein Verkauf durch Walter von Regnotsweiler genannt.
1820 wurden die Mauerreste der ehemaligen Burganlage beseitigt und um 1840 der Burghügel vermutlich für den Bau des Rathauses eingeebnet. 1911 wurde an der Stelle des ehemaligen Ökonomietraktes an der Ostseite des Rathauses die Schule angebaut.
An der Ost- und Südrand des Burgareals befand sich der durch einen Bachgraben begrenzte Wohnturm (Weiherhaus).